# Paul Meyer (Ökonom)
Paul Werner Meyer (* 17. Oktober 1924 in Nürnberg; † 30. Juni 2005) war Ordinarius für Betriebswirtschaftslehre an der Universität Augsburg.

## Beruflicher Werdegang
Meyer wuchs in Nürnberg auf. Nach dem Abitur studierte er von 1942 bis 1948 Wirtschaftswissenschaften an den Universitäten Wien, Riga, Erlangen und Nürnberg. Im Zweiten Weltkrieg wurde er schwer verwundet. 1948 legte er die Diplomprüfung an der Hochschule für Wirtschafts- und Sozialwissenschaften Nürnberg ab und fing im selben Jahr als wissenschaftlicher Mitarbeiter am dortigen Institut für Absatz- und Verbrauchsforschung zu arbeiten an. Nach der Promotion zum Dr. oec. startete Meyer 1949 seine berufliche Karriere als erster hauptamtlicher Mitarbeiter der Gesellschaft für Konsumforschung (GfK), die er ab 1955 als Vorstand mit leitete. 1964 hatte sich Meyer nebenberuflich habilitiert und wurde 1971 auf einen betriebswirtschaftlichen Lehrstuhl an der neu gegründeten Universität Augsburg berufen. Aus diesem Grund verließ er im selben Jahr den Vorstand der GfK und wurde in deren Verwaltungsrat gewählt. 1972 gründete Meyer die Fördergesellschaft Marketing (FGM) e. V., ein Alumni- und Marketing-Netzwerk, und wurde deren Sprecher des Vorstands. 1993 wurde er emeritiert.

## Wissenschaftliche Leistung und Wirkung
Meyer entwickelte den integrativen Marketingansatz, der auf dem Systemansatz, dem einzelwirtschaftlichen Ansatz und dem multifunktionalen Interaktionsansatz basiert. Sein wissenschaftliches Werk, das über 300 Publikationen umfasst, wurde von seinem langjährigen Mitarbeiter Anton Meyer, mit dem er weder verwandt noch verschwägert ist, weitergeführt. Letzterer hob in einer Würdigung hervor, Paul W. Meyer sei ein „unabhängiger und kreativer Vordenker mit eiserner Disziplin, Konsequenz und manchmal unbequemer Geradlinigkeit“ gewesen.

## Briefwechsel mit Hans Domizlaff
1966 traf Paul W. Meyer den Begründer der Markenführung („Markentechnik“), Hans Domizlaff. Mit letzterem verband ihn bis zu dessen Tod im Jahr 1971 ein reger Briefwechsel. 1967, zum 75. Geburtstag von Domizlaff, erschien der von Meyer herausgegebene Band Begegnungen mit Hans Domizlaff.